# William Lyshon
William Jones Lyshon (ur. 30 grudnia 1887 w Filadelfii zm. 13 października 1918) – amerykański zapaśnik walczący w stylu klasycznym. Olimpijczyk z Sztokholmu 1912, gdzie zajął 23. miejsce w wadze piórkowej.
Zginął w walce podczas I wojny światowej.

## Letnie Igrzyska Olimpijskie 1912
| Konkurencja          | Rundy eliminacyjne      | Rundy eliminacyjne     | Klas. końcowa |
| Konkurencja          | I runda                 | II runda               | Miejsce       |
| -------------------- | ----------------------- | ---------------------- | ------------- |
| 60 kg styl klasyczny | József Pongrácz (HUN) P | Hugo Johansson (SWE) P | 23.           |